# Jixiao Xinshu

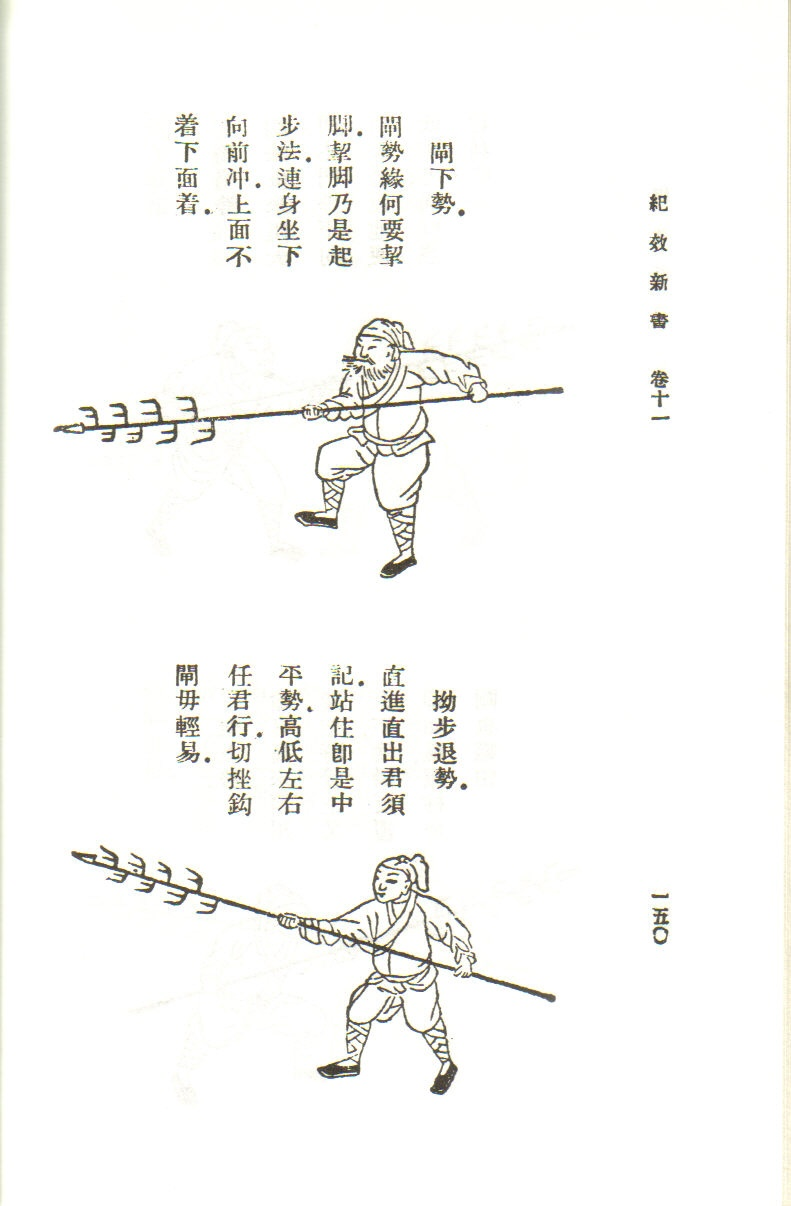
Soldati cinesi in un disegno del XV sec.

Il Jixiao Xinshu (紀效新書, in Wade-Giles chi-hsiao hsin-shu, traducibile in Nuovo Libro che Testimonia l'Efficacia) è un trattato di strategia militare che parla anche di arti marziali cinesi, opera del generale Qi Jiguang (戚继光), durante l'epoca della dinastia Ming.
Di questo libro vennero fatte due redazioni: una circa nel 1560 – 1561 che conta di 18 capitoli (纪效新书十八卷, Jixiao Xinshu shiba juan); un'altra edizione ridotta a 14 capitoli, anche se arricchita di nuovo materiale, nel 1584.